# Condado de Montgomery (Pensilvania)

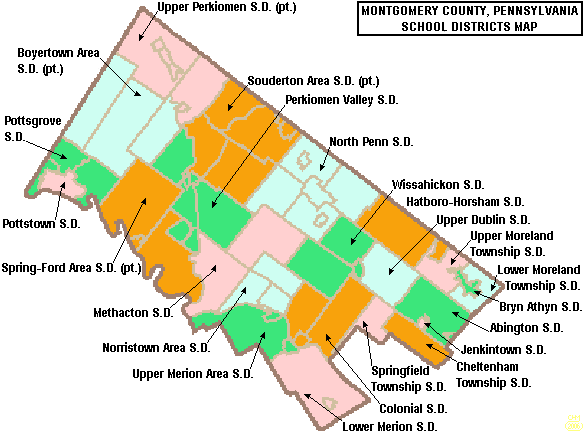
Distritos escolares.

El condado de Montgomery (en inglés: Montgomery County) fundado en 1784 es uno de los 67 condados en el estado estadounidense de Pensilvania. En el 2000 el condado tenía una población de 750,097 habitantes en una densidad poblacional de 599 personas por km², convirtiéndolo en el tercero con mayor población de Pensilvania, por detrás del condado de Filadelfia y el de Allegheny. La sede del condado es Norristown.

## Historia
El condado se fundó el 10 de septiembre de 1784, por escisión de una parte del condado de Filadelfia. El origen de su nombre es incierto. Se cree que podría llamarse así en honor de Richard Montgomery, un general de la Guerra de Independencia de los Estados Unidos muerto en 1775 en un intento de tomar la ciudad de Quebec, en Canadá; también que recibiría el nombre del condado galés de Montgomeryshire (que a su vez recibió el nombre de uno de los principales consejeros de Guillermo I de Inglaterra, Roger de Montgomery), ya que era parte de un área de Pensilvania colonizada por los cuáqueros de Gales.
El condado de Montgomery es un condado suburbano situado al noroeste de Filadelfia. Es parte del Valle de Delaware y marca la frontera norte de la región con el Valle de Lehigh. Es el 44.º condado más rico de Estados Unidos.

## Geografía
Según la Oficina del Censo, el condado tiene un área total de 1497 km² (578 mi²), de la cual 1251 km² (483 mi²) es tierra y 10 km² (3,9 mi²) (0.89%) es agua.

### Condados adyacentes
- Condado de Lehigh (norte)
- Condado de Bucks (noreste)
- Condado de Filadelfia (sureste)
- Condado de Delaware (suroeste)
- Condado de Chester (oeste)
- Condado de Berks (noroeste)

## Demografía
Según el censo de 2000, había 750,097 personas, 286,098 hogares y 197,693 familias residiendo en la localidad. La densidad de población era de 599 hab./km². Había 297,434 viviendas con una densidad media de 616 viviendas/km². El 86.46% de los habitantes eran blancos, el 7.46% afroamericanos, el 0.11% amerindios, el 4.02% asiáticos, el 0.03% isleños del Pacífico, el 0.75% de otras razas y el 1.16% pertenecía a dos o más razas. El 2.04% de la población eran hispanos o latinos de cualquier raza.
Los ingresos medios por hogar en la localidad eran de $60,829 y los ingresos medios por familia eran $72,183. Los hombres tenían unos ingresos medios de $48,698 frente a los $35,089 para las mujeres. La renta per cápita para el condado era de $30,898. Alrededor del 4.40% de la población estaba por debajo del umbral de pobreza.

## Localidades

### Autonomías políticas
Bryn Athyn |
Cheltenham |
Horsham |
Norristown |
Plymouth |
Whitemarsh 

### Boroughs
Ambler |
Bridgeport |
Collegeville |
Conshohocken |
East Greenville |
Green Lane |
Hatboro |
Hatfield |
Jenkintown |
Lansdale |
Narberth |
North Wales |
Pennsburg |
Pottstown |
Red Hill |
Rockledge |
Royersford |
Schwenksville |
Souderton |
Telford‡ |
Trappe |
West Conshohocken 

### Municipios
Abington |
Douglass |
East Norriton |
Franconia |
Hatfield |
Limerick |
Lower Frederick |
Lower Gwynedd |
Lower Merion |
Lower Moreland |
Lower Pottsgrove |
Lower Providence |
Lower Salford |
Marlborough |
Montgomery |
New Hanover |
Perkiomen |
Salford |
Skippack |
Springfield |
Towamencin |
Upper Dublin |
Upper Frederick |
Upper Gwynedd |
Upper Hanover |
Upper Merion |
Upper Moreland |
Upper Pottsgrove |
Upper Providence |
Upper Salford |
West Norriton |
West Pottsgrove |
Whitpain |
Worcester 

### Lugares designados por el censo
Ardmore‡ |
Audubon |
Blue Bell |
Bryn Mawr |
Eagleville |
Evansburg |
Flourtown |
Fort Washington |
Gilbertsville |
Glenside |
Halfway House |
Harleysville |
Horsham |
King of Prussia |
Kulpsville |
Maple Glen |
Montgomeryville |
Oreland |
Penn Wynne |
Plymouth Meeting |
Pottsgrove |
Sanatoga |
Skippack |
Spring House |
Spring Mount |
Stowe |
Trooper |
Willow Grove |
Wyncote |
Wyndmoor 

### Áreas no incorporadas
- Gladwyne

## Política
En noviembre de 2008 había 585,146 votantes:
- Demócrata (264,043)
- Republicano (239,629)
- Otros partidos (81,474)